# Liga Nacional de Guatemala 1954-55
La Liga Nacional de Guatemala 1954/55 fue el séptimo torneo de Liga de fútbol de Guatemala. El campeón del torneo fue el  Municipal, consiguiendo así su cuarto título de liga.
En este torneo se amplió el número de participantes a diez, siendo el primer torneo que participa un equipo departamental, el Deportivo Escuintla.

## Formato
El formato del torneo era de todos contra todos a dos vueltas, al ganar el partido se otorgaban 2 puntos, si era empate era un punto, por perder el partido no se otorgaban puntos. En caso de empate por puntos se realizaría una serie extra de dos partidos a visita recíproca para determinar quien era el campeón. Los dos últimos lugares eran relegados al descenso.  Municipal y Comunicaciones empataron en puntos por lo que tuvieron que jugar una "Final" a doble partido, ganando Comunicaciones el primer encuentro por 1-0 y luego  Municipal ganaría el segundo partido por 2-0 coronándose así campeón de la temporada.  

## Cambios
- Utatlán descendió del campeonato.
- Folgar y Chichicaste ascendieron a la competición.
- Deportivo Escuintla ascendió a la competición, siendo el primer equipo del exterior del Departamento de Guatemala en participar en la liga, 12 años después de la fundación de la liga.

## Equipos participantes
| Club                | Ciudad              | Departamento |
| ------------------- | ------------------- | ------------ |
| Aurora FC           | Ciudad de Guatemala | Guatemala    |
| Chichicaste         | Ciudad de Guatemala | Guatemala    |
| Comunicaciones      | Ciudad de Guatemala | Guatemala    |
| Deportivo Escuintla | Escuintla           | Escuintla    |
| Folgar              | Ciudad de Guatemala | Guatemala    |
| Hércules            | Ciudad de Guatemala | Guatemala    |
| IRCA                | Ciudad de Guatemala | Guatemala    |
| Municipal           | Ciudad de Guatemala | Guatemala    |
| Tipografía Nacional | Ciudad de Guatemala | Guatemala    |
| Universidad         | Ciudad de Guatemala | Guatemala    |

## Posiciones
|  | Pos. | Equipos                   | PJ | PG | PE | PP | GF | GC | Dif. | PTS | Clasificación |
|  | ---- | ------------------------- | -- | -- | -- | -- | -- | -- | ---- | --- | ------------- |
|  | 1º   | Municipal                 | 18 | 12 | 1  | 5  | 55 | 27 | +28  | 25  | Final         |
|  | 2º   | Comunicaciones            | 18 | 10 | 5  | 3  | 42 | 26 | +16  | 25  | Final         |
|  | 3º   | Universidad de San Carlos | 18 | 8  | 8  | 2  | 40 | 26 | +14  | 24  |               |
|  | 4º   | Tipografía Nacional       | 18 | 8  | 5  | 5  | 42 | 33 | +9   | 21  |               |
|  | 5º   | Folgar                    | 18 | 8  | 4  | 6  | 33 | 37 | -4   | 20  |               |
|  | 6º   | Aurora                    | 18 | 7  | 4  | 7  | 36 | 34 | 2    | 18  |               |
|  | 7º   | IRCA                      | 18 | 6  | 3  | 9  | 35 | 40 | -5   | 15  |               |
|  | 8º   | Escuintla                 | 18 | 4  | 7  | 7  | 39 | 55 | -16  | 15  |               |
|  | 9°   | Hércules                  | 18 | 3  | 4  | 11 | 29 | 45 | -16  | 10  | Descenso      |
|  | 10º  | Chichicaste               | 18 | 1  | 5  | 12 | 27 | 55 | -28  | 7   | Descenso      |
|  |      |                           |    |    |    |    |    |    |      |     |               |

## Final de desempate

### Ida
| 12 de junio de 1955 | Comunicaciones    | 1:0 | Municipal | Estadio Autonomía, Ciudad de Guatemala |                           |
|                     | Efraín del Águila |     |           | Árbitro(s): Julio Arriaga              | Árbitro(s): Julio Arriaga |

### Vuelta
| 16 de junio de 1955               | Municipal                               | 2:0 | Comunicaciones | Estadio Autonomía, Ciudad de Guatemala |                            |
|                                   | Carlos Humberto Toledo · Efraín de León |     |                | Árbitro(s): Miguel Rosales             | Árbitro(s): Miguel Rosales |
| Despedida de Carlos Pepino Toledo |                                         |     |                |                                        |                            |

## Campeón
| Campeón Temporada 1954-55 |
| Municipal 4º Título       |
| ------------------------- |